# Erebia cassioides
Erebia cassioides är en fjärilsart som beskrevs av Eugen Johann Christoph Esper 1790. Erebia cassioides ingår i släktet Erebia och familjen praktfjärilar. Inga underarter finns listade i Catalogue of Life.

## Bildgalleri

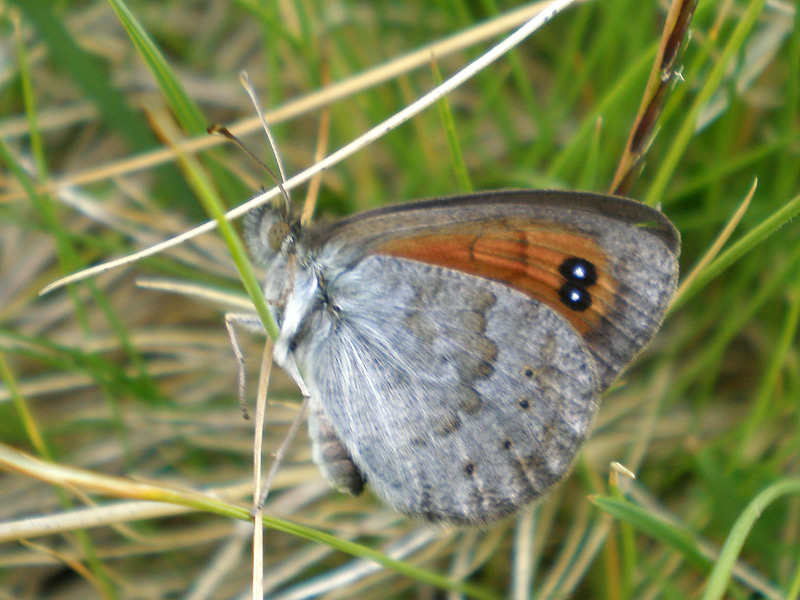
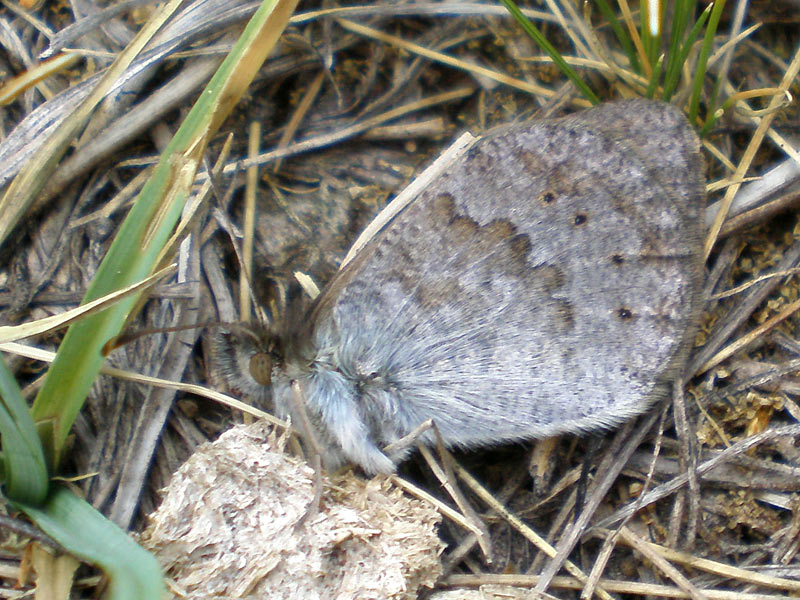
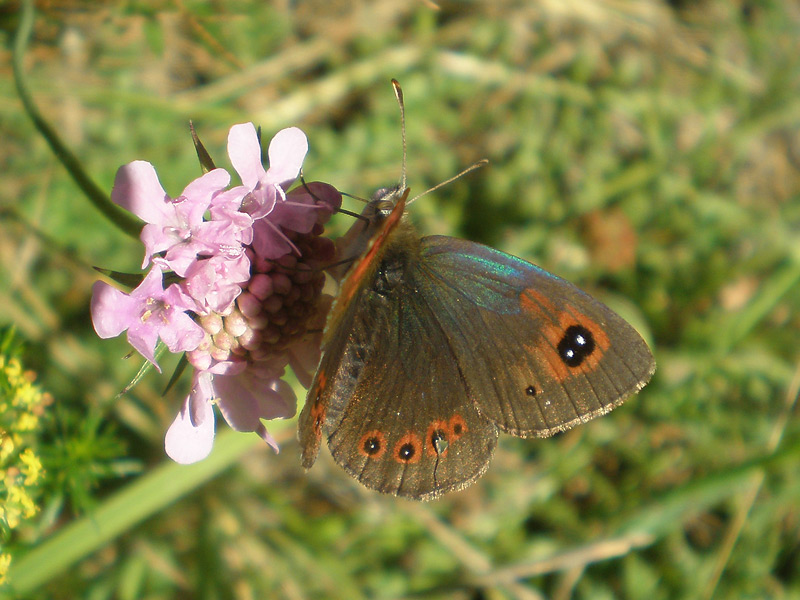
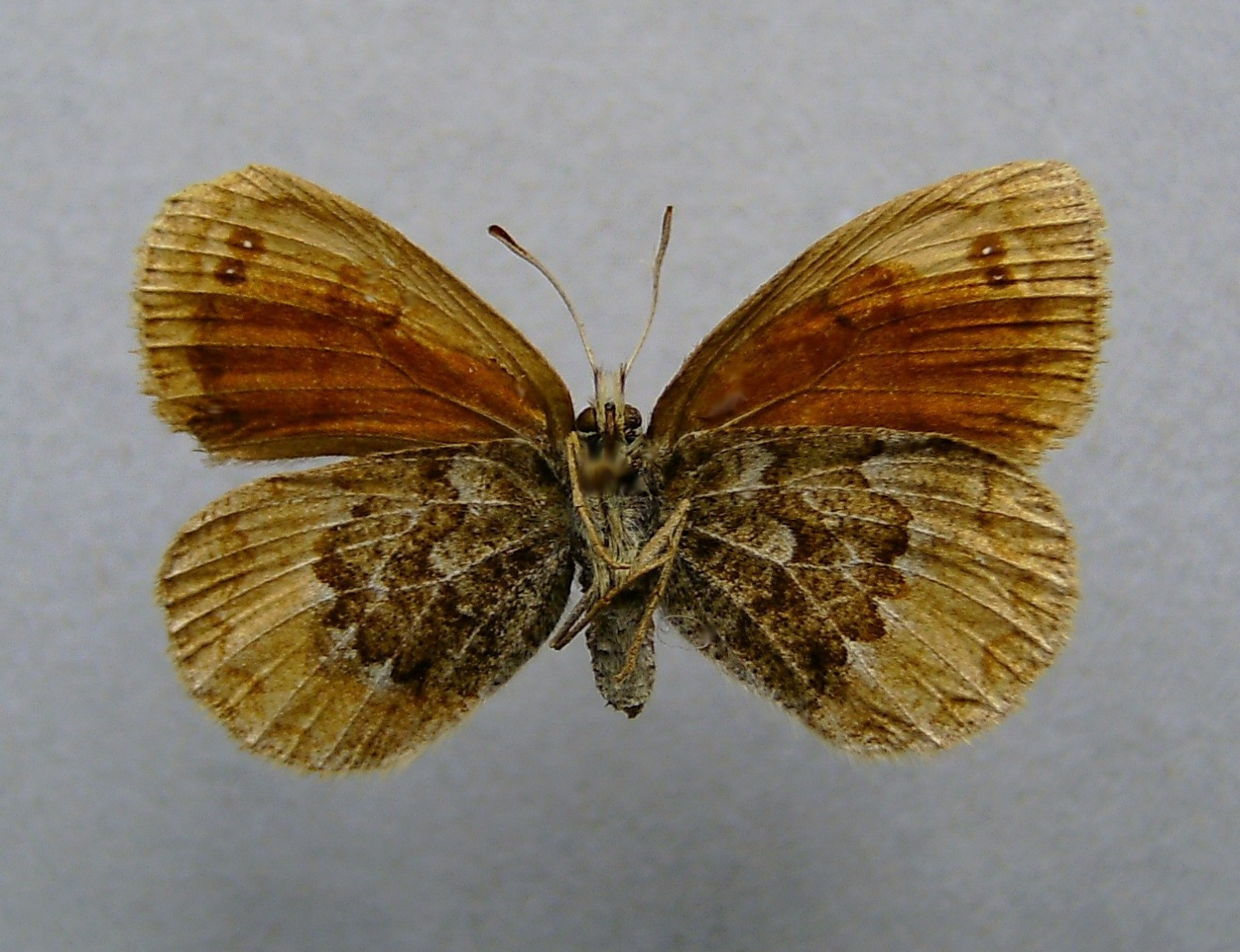